# Касяненко Юлія Олександрівна
Юлія Касяненко (нар. 19 листопада 2006, Черкаси) — українська гімнастка. Срібна призерка чемпіонату Європи серед юніорів в командній першості. Майстер спорту України.

## Біографія
Учениця Олімпійського коледжу імені Івана Піддубного.

## Спортивна кар'єра

#### 2020
На дебютному чемпіонаті Європи серед юніорів, що проходив під час пандемії коронавірусу в Мерсіні, Туреччина, через хибно позитивний тест на КОВІД-19 юніорки Дар'ї Лиски збірна України була за крок до зняття зі змагань. Добу члени дорослої та юніорської збірної України перебували в готельних номерах, поки не отримали негативні результати другого тесту та допуск до змагань від організаторів. У фіналі командних змагань спільно з Дар'єю Лискою, Вікторією Іваненко та Даніелою Батроною здобула срібні нагороди в командній першості, поступившись збірній Румунії. У фіналі вправи на колоді стала шостою.

## Результати на турнірах
| Рік                | Змагання                        | КБ | ІБ | Опорний стрибок | Різновисокі бруси | Колода | Вільні вправи |
| ------------------ | ------------------------------- | -- | -- | --------------- | ----------------- | ------ | ------------- |
| Юніорські змагання |                                 |    |    |                 |                   |        |               |
| 2020               | Чемпіонат України серед юніорів | 1  | 3  | 2               | 3                 | 3      | 1             |
| 2020               | Чемпіонат Європи                | 2  |    |                 |                   | 6      |               |
| 2021               | UKRAINE INTERNATIONAL CUP*      | 2  | 2  |                 | 2                 |        | 3             |
| Дорослі змагання   |                                 |    |    |                 |                   |        |               |
| 2022               | Кубок світу в Каїрі             |    |    |                 | 10                | 1      | 13            |
| 2022               | Кубок світу в Баку              |    |    |                 | 9                 | 19     |               |
| 2022               | Чемпіонат Європи                | 12 | 32 |                 | 56                | 31     | 50            |
| 2022               | Чемпіонат світу                 | 23 | 62 |                 | 109               | 60     | 70            |
| 2024               | Чемпіонат України               |    | 13 |                 |                   |        |               |

*змішані команди